# Nachts, wenn Dracula erwacht
Nachts, wenn Dracula erwacht (lansat în Italia ca Il conte Dracula și în Spania ca El Conde Drácula) este un film din 1970 regizat de Jesús Franco cu actorii Christopher Lee, Herbert Lom și Klaus Kinski în rolurile principale. Este bazat pe romanul Dracula de Bram Stoker.

## Distribuție
- Christopher Lee - Contele Dracula
- Herbert Lom - Professor Abraham Van Helsing
- Klaus Kinski - R.M. Renfield
- Fred Williams - Jonathan Harker
- Maria Rohm - Mina Murray
- Soledad Miranda - Lucy Westenra
- Paul Mueller - Dr. John "Jack" Seward
- Jack Taylor - Quincey Morris
- Jesús Puente - the Minister of Interior